# 百德镇
百德镇，是中华人民共和国贵州省黔西南布依族苗族自治州兴仁市下辖的一个乡镇级行政单位。

## 行政区划
百德镇下辖以下地区：
百屯社区、围塘村、小川村、周家田村、新厂村、新元村、银厂村、大乐村、硐坪村和沟边村。